# Hugo Sconochini
Hugo Sconochini (* 10. April 1971 in Cañada de Gómez, Argentinien) ist ein ehemaliger argentinischer Basketballspieler. Sconochini wurde bei den Olympischen Spielen 2004 in Athen mit der argentinischen Nationalmannschaft Olympiasieger.

## Karriere
Hugo Sconochini begann seine Profikarriere 1989 beim argentinischen Verein Cañada de Gómez wo er für eine Saison unter Vertrag stand. Mit seinem Wechsel 1990 nach Europa begann für den Shooting Guard eine erfolgreiche Karriere, in der er vor allem in der italienischen Lega Basket Serie A aktiv war.
Nach insgesamt sechs Jahren bei Viola Reggio Calabria, Olimpia Mailand sowie Virtus Rom wechselte Sconochini 1996 zu Panathinaikos Athen, wo er noch im selben Jahr mit dem Intercontinental Cup den ersten Profititel seiner Laufbahn gewinnen konnte. Nach nur einem Jahr wechselte Sconochini wieder zurück in die italienische Liga zu Virtus Bologna. Bei Bologna spielte er für vier Saisons und sollte die erfolgreichste Phase seiner Karriere erleben. Neben zwei Meisterschaften und ebenso vielen Erfolgen im italienischen Pokal, konnte Sconochini 1998 den Europapokal der Landesmeister und 2001 die erstmals ausgetragene EuroLeague gewinnen. Nach einem einjährigen Aufenthalt in Spanien, wo er mit TAU Cerámica 2002 den Copa del Rey gewinnen konnte, kehrte Sconochini 2002 abermals nach Italien zurück, wo er bei seinen früheren Vereinen Olimpia Milano sowie Virtus Roma spielte.
Ab 2007 spielte Sconochini nicht mehr professionell in unterklassigen italienischen Ligen, zunächst beim Fünftligisten U.C. Piacentina, mit dem er 2009 in die vierthöchste Spielklasse „Serie B Dilettanti“ aufstieg. Während dieser Verein in der Saison 2011/12 bis in die zweite Spielklasse aufstieg, spielte Sconochini noch bis 2012 für weitere Amateurmannschaften.

## Nationalmannschaft
Seinen größten Erfolg mit der argentinischen Nationalmannschaft erreichte Sconochini 2004, als er bei den Olympischen Spielen in Athen die Goldmedaille gewinnen konnte. Bei der Weltmeisterschaft 2002 erreichte er mit Argentinien den zweiten Platz. Ein weiterer bedeutsamer Erfolg war die Goldmedaille bei der Amerikameisterschaft 2001 im eigenen Land.

## Erfolge
- Italienischer Meister: 1998, 2001
- Italienischer Pokal: 1999, 2001
- Spanischer Pokal: 2002
- Intercontinental Cup: 1996
- Europapokal der Landesmeister: 1998
- EuroLeague: 2001
- Olympiasieger: 2004
- Amerikameister: 2001
- Vize-Weltmeister: 2002